# Washington-konferencen
Washington-konferencen var en militær konference, som blev afholdt i Memorial Continental Hall i Washington DC, USA, mellem den 12. november 1921 og 6. februar 1922 angående oprustningsbegrænsninger, Stillehavspolitikken og Kinas stilling. Et af konferencens hovedformål var at imødekomme den kinesiske regerings utilfredshed med udfaldet for Kinas vedkommende ved Versaillesfreden. Det forhold, at USA stod uden for Folkeforbundet gjorde det også nødvendigt at skabe et forum for diskussion af disse spørgsmål uden for forbundets regi.

## Baggrund
Indbydelsen blev givet af USAs regering den 10. juli 1921. Deltagere var i forhandlingerne om oprustningsbegrænsninger: USA, Frankrig, Italien, Japan og Storbritannien og i forhandlingerne om udlændinges opholdsbetingelser i Kina tillige Belgien, Kina, Nederlandene og Portugal. Den amerikanske regerings mål med konferencen var at få aftalt en rustningsbegrænsning, især til søs, ved hvilken man håbede at kunne skaffe sig selv en betydelig skattenedsættelse. Man ville derfor søge at forhindre en fornyelse af den britisk-japanske alliance, som ansås at ville medføre en fortsat oprustning til søs, samt ønskede desuden at få bekræftet "den åbne dørs politik" i Kina og specielt at forhindre Japan i at der sikre sig en økonomisk og politisk styrket stilling. Blandt andet håbede man at kunne afvikle Lansing-Ishii-aftalen af 2. november 1917, ved hvilken USA under 1. verdenskrig havde erkendt, at Japan på grund af naboskabet havde "specielle interesser" i Kina. Den britiske regering, som af sine dominions i sommeren 1921 til rigskonference samlede premiereministre ivrigt var blevet opfordret til ikke at forny alliancen med Japan, men i stedet at søge intimt samarbejde med USA, søgte først at få gennemført forhandlinger i London om britisk-amerikansk-japansk entente, men bøjede sig til sidst efter amerikanernes ønske og accepterede deres konferenceindbydelse den 21. august. Denne var allerede 12. juli accepteret af den franske regering, som overvurderede uenigheden mellem Washington og London og troede sig at det på konferencen skulle kunne spille en indflydelserig formidlerrolle. I Tokyo indså man, at konferencen kunne føre til trusler mod japanske interesser, men af frygt for at blive isoleret gav man dog den 26. juli et accepterende svar.

## Deltagere
USAs konferencerepræsentanter var udenrigsministeren Charles Evans Hughes, senator Henry Cabot Lodge, den tidligere senator Elihu Root og senator Oscar Underwood. I spidsen for den britiske delegation stod lord Balfour, og desuden marineministeren lord Lee of Fareham, ambassadøren sir Auckland Geddes og (for Canada) den tidligere premierminister sir Robert Borden. Frankrig var repræsenteret ved konseilspræsident Aristide Briand, den tidligere konseillepræsident René Viviani, kolonialminister Albert Sarraut og ambassadøren Jean Jules Jusserand. Briand rejste hjem allerede den 22. november, Viviani den 22, og den franske delegations leder var derefter Sarraut.
Blandt de øvrige konferencedeltagere bemærkedes den italienske senator Carlo Schanzer, den japanske marineminister admiral Katō Tomosaburō samt ambassadøren Shidehara Kijuro og førstekammerets (overhusets) præsident Tokugawa Iesato, de to kinesiske envoyéer Alfred Sze og Wellington Koo samt den nederlandske udenrigsminister Herman van Karnebeek.
Konferencens syv plenarmøder var mest af formel natur og blev lavet for at lokke pressens og almenhedens interesse for konferencen; det egentlige arbejde lå i udvalg og underudvalg. Separat forhandlede desuden USA, Storbritannien, Frankrig og Japan om en status-quo-aftale for Stillehavet, USA og Japan om øen Yap, samt Japan og Kina om Shandong-halvøen.

## Firemagtsaftalen
Konferencen åbnedes den 12. november 1921 med en tale af præsident Warren G. Harding, hvor efter Hughes fremlagde det detaljerede amerikanske program for rustningsbegrænsningen til søs. Ifølge dette skulle USAs, Storbritanniens og Japans orlogsfartøjer, det vil sige krigsfartøjer, hangarskibe undtagne, over 10.000 tons deplacement eller armerede med kanoner af grovere kaliber end 8 tommer (203 mm.), begrænses i sammenlagt vægt til henholdsvis 500.000, 500.000 og 300.000 ton, det vil sige i proportionsforholdet 5:5:3.
Ved det andet plenarmøde, den 15. november, antoges dette program i princippet, og ved det tredje redegjorde Briand for Frankrigs forsvarsproblemer, hvorpå spørgsmålet om rustningsbegrænsning til lands efter Frankrigs ønske i stilhed udgik af konferenceprogrammet.
Ved det fjerde plenarmøde den 10. december forelagde Lodge teksten til status quo-aftalen om Stillehavet, hvilken gik under navnet "Stillehavsaftalen" eller "Firemagtsaftalen", foruden at konferencen antog de såkaldte "Root-principper" om almene retningslinjer for magternes Kinapolitik.
Firemagtsaftalen, som 13. december 1921 blev underskrevet af USA, Storbritannien, Frankrig og Japan, indeholdt kontrahenternes gensidige løfte at respektere hinandens rettigheder angående "insulære besiddelser og insulære dominions i Stillehavsområdet".
Ved truende konflikter dem imellem på dette område skulle, om de ikke kunne løses ad sædvanlig diplomatisk vej, en konference afholdes mellem kontrahenterne for at prøve at regulere spørgsmålet i dets helhed. Hvis truslen kom fra en uden for stående magt, skulle kontrahenterne indbyrdes søge at nå samforståelse om de mest virksomme tiltag for at, sammen eller hver for sig, at møde situationens krav. Aftalen gjaldt 10 år fra ikrafttrædelsen og løb der efter med 12 måneders opsigelse; den skulle træde i kraft, når ratifikationerne var deponerede i Washington, hvorefter den britisk-japanske alliance af 13. juli 1911 skulle ophøre at gælde. I en samtidigt afgivet erklæring betonedes, at status quo-aftalen også gjaldt mandatområder og at til der berørte konfliktemner ikke hørte spørgsmål, som ifølge folkeretten faldt udelukkende inden for vedrørende magts suverænitet. En tillægsaftale af 6. februar 1922 tydeliggjorde på japansk foranledning udtrykket "insulære besiddelser" derhen, at deri ikke indregnedes selve Japan, men for Japans vedkommende alene dets besiddelser på det sydlige Sakhalin, Formosa, Pescadores samt øer under japansk mandat.

## Femstatsaftalen om rustningsbegrænsninger
Efter, at den britisk-japanske alliance således havde fået en hæderfuld begravelse, var en grundforudsætning opfyldt for at beslutte om gensidig rustningsbegrænsning til søs. I aftalen fastlagdes ikke nogen "sanktioner" (en betingelse for at det skulle have udsigt til at blive ratificeret af det amerikanske senat), og de fire underskrivere påtog sig således at ikke anvende våbenmagt til at opretholde status quo, men de havde dog givet hinanden en slags moralsk garanti for status quo og dermed for ret lang tid fremover mindsket en spænding, som tidligere havde betydet oprustning. Aftalens fredsværdi mindskedes imidlertid derved, at man på grund af amerikansk, canadisk og australsk modstand mod dens rækkevidde havde udeladt konflikter vedrørende japanske immigranters stilling.
Det amerikanske rustningsbegrænsningsprogram indeholdt indgående detailbestemmelser om hvilke større krigsskibe, som skulle udgå, i hvilken ordning erstatningsbyggeri måtte ske og lignende. Alle de færdige eller under byggeri værende større krigsskibe, som ikke var omtalt i disse lister, skulle udgå (skrottes), de projekterede skulle aflyses. I Japan vaktes stor harme mod forslaget om at skrotte slagskibet Mutsu, der var næsten færdigt og en ved indsamling bekostet "F-båd".
For at redde Mutsu foreslog japanerne en modificeret tonnageproportion (10:10:7). Til sidst nåedes et kompromis, hvorefter Japan i stedet skrottede et noget mindre fartøj, Settsu, og i forbindelse hermed fik USA lov at beholde 2 skrotningstruede større krigsskibe og Storbritannien bemyndigedes at bygge 2 nye.
Derved kom de tilladte tonnagetal at blive henholdsvis 525.000, 525.000 og 315.000. For Frankrig som for Italien foreslog man tonnagetallet 175.000. Sarraut opponerede energisk her imod, men efter et telegram fra Hughes til Briand gav den franske regering sit samtykke. Derimod lykkedes det Sarraut med amerikansk støtte efter hede debatter at tilbagevise et slet motiveret britisk forslag om totalt forbud mod enhver anvendelse i krig af undervandsbåde. Ej heller kom der nogen aftale om begrænsning af ubådes sammenlagte tonnage eller individuelle størrelse. Der imod aftaltes (i en særskilt aftale), at ubåde ikke måtte sænke handelsskibe, men at disses besætninger og passagerer forinden skulle bringes i sikkerhed, og at brud her imod skulle straffes som sørøveri.
Øvrige civiliserede stater skulle indbydes at tilslutte sig denne aftale, der skulle udvides til et formeligt forbud mod at over hovedet anvende ubåde "til handelens ødelæggelse". I samme aftale forbød man anvendelse i krig af kvælende eller giftige gasser samt alle lignende "væsker, materier eller handlingsmåder", til hvilket (mere eller mindre oprigtigt mente) forbud alle øvrige civiliserede stater skulle opfordres at tilslutte sig.
Højeste tilladte tonnager af moderskibe til flådeflystyrker skulle være 135.000 for USA og Storbritannien, 81.000 for Japan, 60.000 for Frankrig og Italien. Sådanne fartøjer måtte højst være på 27.000 ton (to i hver stats flåde undtagelsesvis 33.000 ton), nybyggede større krigsskibe højst 35.000 ton; disse dimensioner turde være valgt for at USA ikke i Stillehavet skulle behøve at regne med større fartøjer og derfor behøve at foretage dyrebare udvidelsesarbejder i Panamakanalen. Intet krigsfartøj måtte armeres med kanoner af grovere kaliber end 16 tommer (406 mm.). Med hensyn til orlogsfartøjer op til 10.000 ton (krydsere og lignende) blev der ikke foretaget begrænsninger af tonnagen for hver stat, men det fastlagdes, at nybyggede sådanne ikke måtte armeres med kanoner af grovere kaliber end 8 tommer (203 mm.). Underskriverne måtte ikke for anden stats regning bygge fartøjer af større dimensioner end de i aftalen for deplacement og armering angivne.
Femstatsaftalen om rustningsbegrænsning til søs blev efter langvarige tekniske forhandlinger færdig til undertegnelse 6. februar 1922. Den gjaldt til 31. december 1936 og skulle forlænges, hvis den to år inden udløbet ikke var blevet opsagt, med to års opsigelsesfrist. Hvis aftalen blev opsagt af nogen stat, så ophørte den for alle. Imidlertid erklæredes, at i så fald burde en ny konferens afholdes inden et år efter opsigelsen.
På japansk initiativ indsattes i aftalen en bestemmelse (art. 19), hvori USA, Storbritannien og Japan forpligtede sig at i Stillehavet bibeholde status quo med hensyn til befæstninger og marinebaser. For USAs del fritoges fra denne bestemmelse øerne ved kysten, Alaska og Panamakanal-zonen samt Hawaii (den gjaldt der imod Filippinerne og Guam). For Storbritanniens del gjaldt bestemmelsen Hongkong og alle besiddelser øst for 110° øst. lændegrad, med undtagelse af øerne ved Canadas kyster samt Australien og New Zealand (således indebar den ej hinder for at anlægge en marinebase ved Singapore). For Japans del gjaldt bestemmelsen ikke det egentlige Japan, men derimod Kurilerne, Bonin- og Ryukyu-øerne, Formosa og Pescadores.
USA vandt gennem aftalen fremtidig ligestilling indenfor større krigsskibe med det førhen dominerende Storbritannien. For at vinde dette mål måtte det efter aftalen i færdige og under byggeri værende fartøjer ofre 787.000 ton (17 gamle og 13 nye større krigsskibe).
Storbritannien måtte skrotte 26 større krigsskibe (de fleste gamle), Japan 17. Frankrig ophørte med at være en førsterangssømagt og blev gennem ligestillingen i tonnage med Italien henvist til at forlægge sin højsøflåde til Middelhavet.

## Kinas stilling og nimagtsaftalen
De kinesiske konferencedeltagere havde allerede den 16. november 1921 i en række teser fremlagt sine vidtgående krav om politisk, økonomisk, administrativ og judiciel uafhængighed. Deres krav vandt så langt imødekommelse, at konferencen antog fire af Elihu Root formulerede almene principper, hvorefter de i Kina interesserede magter forpligtede sig til at respektere Kinas suverænitet, uafhængighed, territorielle og administrative integritet, at lette disses udvikling og styrkelse af regeringsmagten, at tillempe princippet om lighed for alle magter hvad angik handel og industri samt at afstå fra at, ved udnyttelse af i Kina rådende anarki, der søge at skaffe sig specielle privilegier.
Kineserne pressede på i nye memorandaer for at afskaffe udlændinges eksterritorialitet og af alle interessesfærer, tilbagegivelse af lejede områder, hjemkaldelsen af udenlandske tropper og udenlandsk politi, toldautonomi, lukningen af udenlandske postkontor med mere. Med hensyn til udlændinges eksterritorialitet – hvilken befolkningen i Kina erklærede at opfatte som en nu umotiveret nationel ydmygelse – gik magterne kun med på at lade en juristkommission undersøge Kinas lovgivning og retsvæsen og derefter fremkomme med reformforslag. Endnu mindre var imødekommelsesviljen i henseende til interessesfærerne: magterne lovede alene at ikke indgå nye aftaler i strid med "Root-principperne".
Særlig Japan og Frankrig modsatte sig bestemt enhver almen revision af allerede eksisterende aftaler. Dog enedes magterne om at ikke søge at oprette nye interessesfærer eller erhverve sig monopol og særprivilegier, som kunne stride mod "den åbne dørs politik". Med hensyn til de lejede områder viste Frankrig sig beredt at tilbagegive Kwang-tshóu-wan, hvis de øvrige magter gav deres lejede områder tilbage. Storbritannien erklærede sig villigt på betingelser at tilbagegive Wei-hai-wei, men derimod ikke det for Hongkongs forsvar betydningsfulde koncessionsområde Nye territorier.
Japan forhandlede separat om det tidligere tyske lejeområde Jiaozhou og påpegede om Port Arthur og Dalian, at disse områder var blevet erhvervet på en helt anden måde end de øvrige, nemlig ved store tab af penge og menneskeliv i den russisk-japanske krig; de hørte for øvrigt sammen med det sydlige Manchuriet, hvor Japan havde vitale politiske og økonomiske interesser at tage hensyn til. Enighed kunne altså ikke opnås om almen tilbagegivelse, og dermed bortfaldt tillige de betingede tilsagn.
Kravet om hjemkaldelse af tropper og politi foranledigede blot en beslutning om en til uforbindende undersøgelse gennem magternes udsendinge i Peking og tre repræsentanter for den kinesiske regering om forudsætningerne for et sådant tiltags gennemførelse.
De langvarige forhandlinger om toldspørgsmål resulterede i, at den kinesiske regering bemyndigedes at foretage en vis forhøjelse af indførseltoldens procentsatser, samt at de øvrige toldspørgsmål skulle behandles af en særskilt tarifkonference i Shanghai mellem repræsentanter for Kina og interesserede magter. Lukningen af de udenlandske postkontorer i Kina (124 japanske, 13 franske, 12 britiske, 1 amerikansk) fik samtykke fra 1. januar 1923. Alle disse beslutninger samledes i en nimagtsaftale af 6. februar 1922 "om principper og politik vedrørende Kina" samt et stort antal dertil knyttede resolutioner.
De kinesiske krav havde på konferensen i ret stor udstrækning fået åben støtte eller var hemmeligt fremmet af USA. Kina vandt også en del politiske og økonomiske fordele, de fleste dog i form af abstrakte principerklæringer eller beslutninger om udredninger og nye forhandlinger. Det rådende anarki i Kina hindrede imidlertid Peking-regeringen i at fuldt ud drage fordel af disse gevinster; især trak åbningen af tarif-konferencen ud, og forhandlingerne havde endnu ikke i august 1926 ført til nogen resultater.

## Efterdønninger
Washington-konferencens betydning blev i nogen udstrækning overvurderet af flere af de deltagende magter, især USA, væsentligst af indenrigspolitiske grunde. Den gjorde dog midlertidigt en ende på oprustningen til søs med hensyn til om linjeskibe, erstattede den britisk-japanske alliance med en firemagtsaftale, som formindskede spændingerne mellem Japan og USA, samt formindskede for Kina risikoen for fortsat internationalisering. Japans tiltagende aggression i Kina i 1930-erne og krigsudbruddet mellem de to lande i juli 1937 førte dog til, at den nyordning, som Washington-konferencen havde vækket forhåbninger om, definitivt gik i grus. I 1934 meddelte Japan, at man opsagde flådebegrænsningsaftalen med 2 års varsel, og i 1936 trådte denne opsigelse i kraft.